# Dinh dưỡng thần kinh học

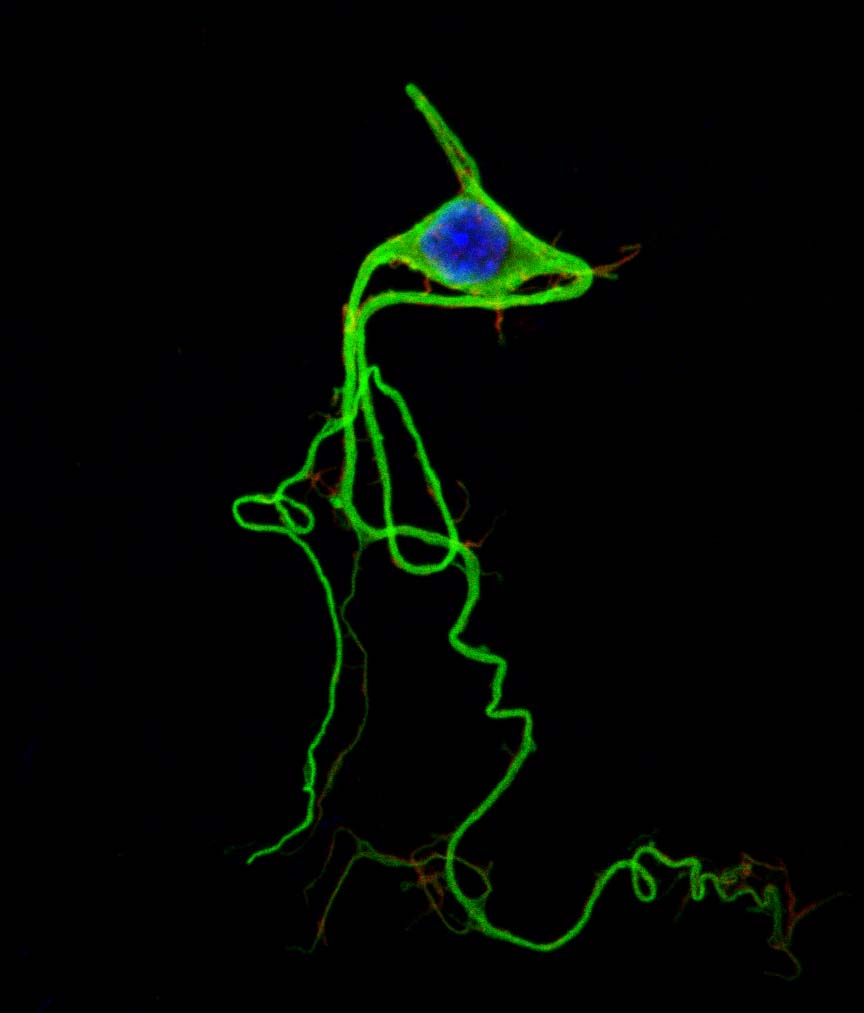
Chế độ ăn uống kém trong thời thơ ấu ảnh hưởng đến số lượng neuron trong các phần của não bộ.

Dinh dưỡng thần kinh học là ngành khoa học nghiên cứu ảnh hưởng của các thành phần khác nhau trong chế độ ăn uống như khoáng chất, vitamin, protein, carbohydrate, chất béo, thực phẩm bổ sung, chế độ ăn uống, hormon tổng hợp và phụ gia thực phẩm lên thần kinh học, hóa học thần kinh, hành vi và nhận thức.
Nghiên cứu gần đây về các cơ chế dinh dưỡng và ảnh hưởng của chúng lên não bộ cho thấy chúng liên quan đến hầu hết các khía cạnh của chức năng thần kinh bao gồm cả sự thay đổi trong phát triển hệ thần kinh, các yếu tố dinh dưỡng thần kinh, đường dẫn thần kinh và cơ chế thần kinh mềm dẻo trong suốt vòng đời.
Tương đối mà nói, não tiêu thụ một lượng năng lượng khổng lồ so với phần còn lại của cơ thể. Não người xấp xỉ 2% khối lượng cơ thể người và sử dụng 20–25% tổng tiêu thụ năng lượng. Do đó, các cơ chế liên quan đến việc chuyển năng lượng từ thực phẩm sang tế bào thần kinh có khả năng kiểm soát chức năng não. Không đủ lượng vitamin được chọn, hay rối loạn chuyển hóa chất ảnh hưởng đến quá trình nhận thức bằng việc phá vỡ các quá trình phụ thuộc vào chất dinh dưỡng bên trong cơ thể có liên quan đến việc quản lý năng lượng trong tế bào thần kinh, mà sau đó có thể ảnh hưởng đến sự truyền dẫn thần kinh, sự dẻo dai của xi-náp và sự sống của tế bào.